# 東方收音機
東方收音機（日语：オリエンタルラジオ）是日本搞笑雙人組，由中田敦彥、藤森慎吾組成，所屬經紀公司為吉本興業。2014年成為RADIO FISH的成員。

## 成員
- 中田敦彥（なかた あつひこ，NAKATA ATSUHIKO，1982年9月27日-）

慶應義塾大學經濟學系畢業。暱稱是「小敦（あっちゃん）」。在漫才中擔任「裝傻」的角色。
- 藤森慎吾（ふじもり しんご，FUJIMORI SHINGO，1983年3月17日-）

明治大學政治經濟學系畢業。暱稱是「慎吾（しんご）」、「輕浮慎吾（チャラしんご）」。在漫才擔任「吐槽」的角色。
目前被定位為「輕浮男」的角色
曾與團體「あやまんJAPAN」合作，也有「輕浮眼鏡（チャラメガネ）」的綽號

## 概要
中田與藤森是在接聽汽車事故的櫃檯打工時認識，受到原本就喜歡搞笑的中田影響，藤森也開始接觸搞笑，並反過來邀中田一起進入吉本綜合藝能學院（NSC），當時兩人都正在就讀大學。
2003年8月1日，中田接受藤森的三度邀請，兩人組成搭檔。
2005年4月，東方收音機在TBS電視台的節目上初次亮相，當時表演的「武勇傳」一口氣在各節目中流行了起來，打著高學歷帥哥的招牌，剛出道就十分受歡迎。出道一年即主持起以團名命名的冠名節目「オビラジⓇ」，創下史上最快的紀錄。
之後因為在廣播中的吵架事件，形象下滑而沉寂了兩年。近年人氣才逐漸回升，但上節目時經常單獨出演，而不是以搭擋身份上節目，中田建立了「宅男、知識分子」的形象，而藤森則是有「輕浮男」的形象。

## 經歷
- 在出道第二年就擁有三個冠番組，成為史上紅最快的諧星，當時受到各大媒體報導，被譽為搞笑界的彗星。
- 招牌橋段「武勇傳」有壓倒性的知名度，但兩人也有表演正統的漫才及短劇。
- 中田對於描繪及插圖十分擅長，但藤森在繪畫方面十分笨拙。

藤森擅於料理而中田不擅長。
藤森喜歡與人交際，但中田性格較怕生。
- 雖然在漫才時是中田裝傻、藤森吐槽，但平常時藤森說的話，中田善於使其更加深入。
- 兩人曾在節目中自稱吉本的「修二與彰」
- 兩人參加黃金傳說第一個挑戰是『一週內吃完整條金槍魚』，兩人曾把金槍魚做成甜點，做出來的結果當然很難吃，但因為自己做的要吃完，所以只好吃完，並當場提出忠告，要求大家別輕易嘗試，最後兩人花了16天成功達成傳說。

### 組成前
- 搭擋名稱的由來，是由中田喜歡的字「Oriental（東方的）」，以及藤森喜歡的字「Radio（收音機）」所組成的。而中田的爸爸經營汽車保險銷售業，曾說名字有包含日文ra行的字（ラ・リ・ル・レ・ロ）的車子比較好，而「東方收音機」的日文即包含三個ra行的字（オ「リ」エンタ「ルラ」ジオ）。另一個原因是，當時在網路上「東方收音機」的搜尋結果是0件，兩人認為這樣以後想知道自己變得多有名，只要看搜尋結果便可得知，因此決定了這個團名。
- 在「東方收音機」這個名稱建立之前，曾經想用兩人的名字あつひこ、しんご的第一字，取了「アンディシンディ」這個名稱，但卻因為簡稱會變成アンシン（日文中的「安心」）而作罷。
- 中田在進入吉本綜合藝能學院前曾與他人組成搞笑搭擋，名為「サメハダ」，在進入吉本前就已接觸到搞笑世界的嚴酷，因此雖然想搞笑的心情很強烈，但同時也很躊躇，爾後在藤森三度邀請之下才下定決心。為了做好萬全的準備，在入學時已經考慮過上百個橋段。

### M-1大賽
- 在吉本綜合藝能學院時，還未出道即以武勇傳的橋段參加2004年的M-1大賽，並進入準決賽，在敗部復活戰亦有出場，在當時引發大量討論。
- 2005年的M-1大賽，以純漫才的型式進入準決賽，但事務所決定不進入敗部復活戰。
- 2007年、2008年的M-1大賽都有進入準決賽，另外NHK新人演藝大賞也進入了決賽，兩項大賽都是以純漫才挑戰。
- 2009年的M-1大賽以追加合格的方式進入準決賽。搞笑界前輩Total Tenbos的大村在當時準決賽結束後說：「如果有以前的氣勢，即使是決賽也沒問題。」

### 全國漫才巡迴表演
- 2008年3月：全國漫才巡迴表演「才」
- 2008年7～11月：全國漫才巡迴表演「業」
- 2009年4月～11月：全國漫才巡迴表演「我」
- 2010年7月：全國漫才巡迴表演「VS」

### 歌唱大賽冠軍
- 在富士電視台舉辦的「全明星藝人歌唱大賽SP」（オールスター芸能人歌がうまい王座決定戦スペシャル）中獲得優勝。當時進入決賽的有東方收音機、品川庄司、森三中。最後九位評審舉牌，東方收音機獲得八票而拿下優勝。（日本於2009年10月30日撥出）

### 考試節目
- 在富士電視台的節目「突然的期末考試SP 特別×2帥哥樂園學園」（抜き打ち期末テストSP めちゃ×2イケメンパラダイス学園）第9回中，中田獲得第一名，藤森獲得第二名，且中田總分為該節目最高分紀錄。

| 順位 | 名字     | 國語 | 數學 | 社會 | 理化 | 英語 | 合計 |
| ---- | -------- | ---- | ---- | ---- | ---- | ---- | ---- |
| 1    | 中田敦彥 | 96   | 95   | 87   | 83   | 94   | 455  |
| 2    | 藤森慎吾 | 79   | 88   | 63   | 84   | 89   | 403  |
| 3    | 加藤浩次 | 68   | 77   | 84   | 85   | 76   | 390  |

## 引發討論的事件

### 廣播节目吵架事件
- 2007年8月24日，東方收音機在上前輩「NINETY-NINE」的現場廣播節目時，引發口角並越罵越兇。由於是現場廣播節目，因此吵架內容一字不漏的播放出去，在兩人吵了兩分鐘後，才以切入廣告的方式告終。事後兩人在節目中鄭重道歉，也在事務所裡謝罪，但當時仍引發大量批評，也有人懷疑兩人根本感情不睦，並導致當時聲勢下滑。

### 閒聊007事件
- 《閒聊007》是由「奶油濃湯」的上田晉也擔任司儀的訪談節目。日前藤森在該節目中，爆出穿睡衣最好看、作的早餐最好吃的女明星，甚至選出最想親熱的女明星前三名。
- 節目播出時有消音，不過網路上有自稱當時在節目現場的觀眾，爆出當時藤森的人選，雖然缺乏證據，但仍在網路上引發極大討論。該節目於日本播放時間為2011年4月25日。

## 目前
- 目前以一個月一次的型態，進行實況談話節目「無限大」，在120分鐘內進行沒有主題的對話。大眾的印象是受到10幾歲年輕女孩喜愛，不過一般也認為其客層寬廣。

## 主要演出

### 電視節目

#### 現在
- 爆報! THE フライデー（2011年 - 、TBS電視台）
- 火曜サプライズ（2012年10月 - 、日本電視台）
- PS純金（2015年4月 - 、中京電視台）
- 私の働き方〜乃木坂46のダブルワーク体験!〜（2018年4月 - 、富士電視台）

不定期
- その時チャンスは舞い降りた！（2015年 - 、日本電視台）
- NEWアベレージピープル（2016年 - 、日本電視台）
- ニッポン人のギモン（2015年 - 、NHK）
- このマンガいいね! BSオススメ夜話 （2014年 - 、NHK BS Premium）

#### 過去
- ヨシモト∞（2005年 - 2008年）
- エンタの神様（2005年 - 2007年、日本電視台）不定期。宣傳詞是「HIP HOP武勇傳」
- 10カラット（2005年 - 2006年、TBS電視台）
- スイッチ!（2006年、TBS電視台）
- オリキュン（2006年 - 2007年、富士電視台）
- オビラジR（2006年 - 2009年、TBS電視台）
- 全国高等学校クイズ選手権（2006年 - 2008年、日本電視台）
- 森田一義時間 笑一笑又何妨！（2006年 - 2011年、富士電視台）
- 笑っていいとも!増刊号（2006年 - 2011年、富士電視台）
- ドッカ〜ン!（2007年、TBS電視台）
- ヤレデキ!世界大挑戦（2007年 - 2008年、TBS電視台）
- ジャンプ!○○中（2007年 - 2008年、富士電視台）
- 週刊オリラジ経済白書（2007年 - 2008年、日本電視台）
- 全力!Tunes（2008年、日本電視台）
- クギづけ 投稿動画ハイスクール（2008年 - 2009年、日本電視台）
- 全国一斉!日本人テスト（2008年 - 2009年、富士電視台）
- オリエンタルラジオのおいでよ!ドレミの森（2008年 - 2010年、MUSIC ON! TV）
- 鬼のワラ塾（2008年 - 2009年、朝日電視台）
- よしもとオンライン オリエンタルラジオのマンガアニメの日（2008年 - 2010年）
- ヤリキレナイ川 （2009年、TBS電視台）
- キズナ食堂（2009年 - 2010年、TBS電視台）
- 億万笑者!〜S-1バトルへの道〜（2009年 - 2010年、日本電視台）
- オレたち!クイズMAN（2009年 - 2010年、TBS電視台）
- オリエンタルラジオのそれでいきます（2010年 - 2011年、MUSIC ON! TV）
- 20マウス（2011年、TBS電視台）
- アゲぽよボウル48（2011年9月24日・10月29日・11月26日、愛知電視台）
- 地元応援バラエティ このへん!!トラベラー（2009年5月 - 2012年9月、東北放送）
- オリエンタルラジオのツギクルッ!（2011年 - 2013年、MUSIC ON! TV）
- オリエンタルラジオのまとめてツギクルッ!（2011年 - 2013年、MUSIC ON! TV）
- おまかせ!アニマックスNAVI（2011年 - 2014年、Animax）
- なんだ君は!?TV（2012年、TBS電視台）
- タカトシのクイズ!サバイバル（2012年12月26日・2013年3月28日、日本電視台）
- 君たちナイスカポー〜SEX鑑定団〜（2012年、LaLa TV）
- 踊RI場（2012年10月 - 2013年3月、東京電視台）
- カウントダウン E.T（2013年7月20日 - 2013年3月17日、MUSIC ON! TV）
- 最新最速エンタメタイム CDET!（2014年4月19日 - 9月15日、MUSIC ON! TV）
- PS三世（2013年4月 - 2015年3月、中京電視台）
- 新潟アミューズメントバラエティー ナニすんのTV!!（2014年 - 2015年、TeNY） - MC
- ムズムズ!!トゥナイト（2015年4月 - 2016年8月、新潟綜合電視台） - MC。自2016年10月起仅在藤森出现。
- ラジオな2人（2015年 - 2016年9月18日、Dlife） - 周三定期
- 特捜警察ジャンポリス（2014年4月4日 - 2017年3月31日、東京電視台） - 自2017年4月起仅在中田出现。
- ヒルナンデス!（2012年4月3日 - 2018年9月25日、日本電視台） - 星期二定期

### 戲劇
- 24時間あたためますか?〜疾風怒涛コンビニ伝〜（2008年、日本電視台）

### 電台
現在
- 《Radirer! Sunday（日语：らじらー!）》（2015年4月5日 - ，NHK廣播第1頻率）

過去
- オリエンタルラジオのオールナイトニッポンR（2006年4月7日 - 2009年3月27日、日本放送・NRN）
- タカラレーベン プレゼンツ「オタカラ川柳」(2016年3月28日 - 2017年3月27日、TBS廣播)

### 網絡節目
- コカ・コーラパークTV (2011年 - 2012年、コカ・コーラパーク)
- 男差値 (メンサチ) 〜女が男を選ぶ8つの条件〜 (2017年、AbemaTV)

### 電影
実写
- 20世紀少年 第1章（2008年、東寶株式會社）－ 飾演騎速克達的男子
- 津輕百年食堂（2011年、日活）－　主演（大森賢治・中田飾演、大森陽一・藤森飾演）

### 電影配音
- 阿爾卑斯山的少女海蒂電影版（2006年） ─ 中田配山羊、藤森配管家賽巴斯汀
- 野蠻任務THE WILD（迪士尼動畫）（2006年）─ 為變色龍斗篷＆迷彩（Cloak & Camo）配音
- 終極殺陣4（2007年）─ 中田配丹尼爾（Daniel）、藤森配艾米里安（Émilien）
- 塔麻可吉 DOKI DOKI! 星球大暴走!?（2007年）─ 在戲中特別出演，中田配敦吉、藤森配慎吾吉，劇中亦有表演武勇傳。

### 廣告
- 小學館 週刊少年Jump（2006年）
- NTT DOCOMO東北/中國支社（2006年）
- Takara Tomy（2006年～2007年）
- PIZZA-LA（2006年～2007年）
- 湖池屋「酥可」（2007年）
- HOUSE食品 （2008年）
- 進研ゼミ（2007年～2009年）
- GEORGIA 罐裝咖啡（翡翠山咖啡豆）（2010年）
- 任天堂「夢幻終章（The Last Story）」（2011年）
- Big Echo（2011年）[1]

### 舞台劇
- ルミネtheよしもと

## 商品

### 書籍
- オリエンタルラジオ1（ワニブックス出版社、2006年4月出版）ISBN 4-8470-1657-2
- 東京R[2]（集英社、2007年11月20日）ISBN 978-4-08-780479-9

### 其他
- 東方收音機標籤（標籤貼紙，吉本興業）
- 東方收音機餅乾（點心，吉本興業）
- 東方收音機橡膠手機吊飾（手機吊飾，吉本興業）

## 唱片

### 參加作品
| 年     | 作品                                  | 收錄             | 備註                         |
| ------ | ------------------------------------- | ---------------- | ---------------------------- |
| 2008年 | YOSHIMOTRANCE feat.オリエンタルラジオ | YOSHIMOTRANCE    |                              |
| 2009年 | HOME TOWN                             | HOME TOWN 宮城編 | 以「ザ!!トラベラーズ」的名義 |
| 2010年 | 世直し journey                        | 世直し journey   | 以「ザ!!トラベラーズ」的名義 |

### 影像作品
| 年     | 情報 | Oricon公信榜 最高順位 |
| ------ | --- | --------------------- |
| 2008年 | 十 - 日本發售日: 2月23日 - 唱片公司: よしもとアール・アンド・シー - 收錄全篇拍攝影像。                            | 44                    |
| 2008年 | 才 - 日本發售日: 8月20日 - 唱片公司: よしもとアール・アンド・シー - 收錄2008年同名的漫才live旅行的東京公演。      | 128                   |
| 2009年 | 東方收音機漫才旅行─我 - 日本發售日: 6月23日 - 唱片公司: よしもとアール・アンド・シー                              | 230                   |
| 2011年 | VS - 日本發售日: 7月6日 - 唱片公司: よしもとアール・アンド・シー - 收錄2010年進行的同名漫才旅行最後在ルミネ的公演 | 169                   |

## 單獨live
- オリエンタルラジオ全国漫才ツアー「才(ザイ)」（2008年）
- オリエンタルラジオ全国漫才ツアー「業(ゴウ)」（2008年）
- オリエンタルラジオ漫才ツアー「我(ガ)」（2009年）
- オリエンタルラジオ漫才ツアー「VS(ブイエス)」（2010年）
- オリエンタルラジオLIVE2011〜絶賛、再ブレイク中。オファーお待ちしております〜 （2011年）

## 注解
1. ↑  主要出演者為藤森、中田則是以套著布偶裝的形式演出。
2. ↑  在時尚雜誌Seventeen連載小品文的單行本
3. ↑  由十二組（共二十一位）搞笑藝人所組成的歌唱團體
4. ↑  オリエンタルラジオ漫才ツアー 我
5. ↑  吉本興業的表演會場名稱

## 外部連結
- 東方收音機的日本官方facebook：http://www.facebook.com/OrientalRadio （页面存档备份，存于）
- 東方收音機的台灣facebook：http://www.facebook.com/oriraji （页面存档备份，存于）
- 中田敦彥的Blog：https://web.archive.org/web/20130324030204/http://oriental-nakata.laff.jp/blog/
- 藤森慎吾的Blog：http://oriental-fujimori.laff.jp/blog/ （页面存档备份，存于）
- 中田敦彥的推特：https://twitter.com/AtsuhikoNakata （页面存档备份，存于）
- 藤森慎吾的推特：https://twitter.com/chara317megane （页面存档备份，存于）
- YouTube上的オリエンタルラジオ - Oriental Radio頻道